# Глазаново (Опочецкий район)
Глазаново — деревня в Опочецком районе Псковской области. Входит в состав Матюшкинской волости
Расположена в 12 км к северу от города Опочка, у автодороги М20 (участок Опочка — Псков) и западнее левобережья реки Великой.
Численность населения составляет 17 жителей (2000 год).